# 韓国の鉄道駅一覧 や-わ行
| あ - お | か - こ | さ - そ | た - と | な - の | は - ほ | ま - も | や - わ行 |

韓国の鉄道駅一覧 や-わ行は、大韓民国の鉄道駅のうち、や〜わ行で始まるものの一覧である。
なるべく読みを付け、同名・同表記の駅には事業者名も付した。

## や行
- 野塔駅 - （ヤタプえき）
- 野塘駅 - （ヤダンえき）
- 薬水駅 - （ヤッスえき）
- 両元駅 - （ヤンウォンえき）
- 養源駅 - （ヤンウォンえき）
- 梁山駅 - （ヤンサンえき）
- 良才駅 - （ヤンジェえき）
- 良才市民の森駅 - （ヤンジェ・シミネスプえき）
- 良子洞駅 - （ヤンジャドンえき）
- 楊州駅 - （ヤンジュえき）
- 楊亭駅 - （ヤンジョンえき）
- 養正駅 - （ヤンジョンえき）
- 両水駅 - （ヤンスえき）
- 陽川区庁駅 - （ヤンチョングチョンえき）
- 陽川郷校駅 - （ヤンチョンヒャンギョえき）
- 楊東駅 - （ヤンドンえき）
- 良洞市場駅 - （ヤンドンシジャンえき）
- 楊平駅 - （ヤンピョンえき）
- 楊坪駅 - （ヤンピョンえき）
- 若木駅 - （ヤンモクえき）

## ゆ行
- 儒城温泉駅 - （ユソンオンチョンえき）
- 栗下駅 - （ユラえき）
- 栗里駅 - （ユルリえき）

## よ行
- 汝矣島駅 - （ヨイドえき）
- 汝矣ナル駅 - （ヨイナルえき）
- 駅三駅 - （ヨクサムえき）
- 駅村駅 - （ヨクチョンえき）
- 驪州駅 - （ヨジュえき）
- 麗水エキスポ駅 - （ヨスエキスポえき）
- 麗川駅 - （ヨチョンえき）
- 蓮花駅 - （ヨナえき）
- 蓮湖駅 - （ヨノえき）
- 塩倉駅 - （ヨムチャンえき)
- 龍仁中央市場駅 - （ヨンインチュンアンシジャンえき）
- 寧越駅 - （ヨンウォルえき）
- 龍宮駅 - （ヨングンえき）
- 龍渓駅 - （ヨンゲえき）
- 蓮山駅 - （ヨンサンえき）
- 連山駅 - （ヨンサンえき）
- 龍山駅 - （ヨンサンえき・韓国鉄道公社）
- 龍山駅 - （ヨンサンえき・大邱交通公社）
- 霊山大駅 - （ヨンサンデえき）
- 龍池駅 - （ヨンジえき）
- 蓮池公園駅 - （ヨンジこうえんえき）
- 栄州駅 - （ヨンジュえき）
- 永宗駅 - （ヨンジョンえき）
- ヨンシンネ駅 - （ヨンシンネえき）
- 延寿駅 - （ヨンスえき）
- 龍踏駅 - （ヨンダプえき）
- 永川駅 - （ヨンチョンえき）
- 漣川駅 - （ヨンチョンえき）
- 嶺大病院駅 - （ヨンデビョンウォンえき）
- 龍頭駅 - （ヨンドゥえき）
- 永登浦駅 - （ヨンドゥンポえき）
- 永登浦市場駅 - （ヨンドゥンポシジャンえき）
- 永登浦区庁駅 - （ヨンドゥンポグチョンえき）
- 盈徳駅 - （ヨンドクえき）
- 永同駅 - （ヨンドンえき）
- 霊通駅 - （ヨントンえき）
- 嶺南大駅 - （ヨンナムデえき）
- 延豊駅 - （ヨンプンえき）
- 寧海駅 - （ヨンヘえき）
- 龍馬山駅 - （ヨンマサンえき）
- 龍汶駅 - （ヨンムンえき）
- 龍門駅 - （ヨンムンえき）
- 龍遊駅 - （ヨンユえき）

## わ行
- 旺吉駅 - （ワンギルえき）
- 浣紗駅 - （ワンサえき）
- 往十里駅 - （ワンシムニえき）
- 完井駅 - （ワンジョンえき）